# Mezsdurecsenszki járás
A Mezsdurecsenszki járás (oroszul Междуреченский район) Oroszország Kemerovói területének egyik járása. Székhelye Mezsdurecsenszk, de maga a város nem része a járásnak.
A járást 1989-ben hozták létre. 2010-ben 2268 lakosa volt.
A Kemerovói terület délkeleti részén terül el. Határos nyugaton a Novokuznyecki-, délen a Tastagoli járással, északon és keleten Hakaszfölddel.